# Nicolau Usart i Furriol
Nicolau Usart i Furriol (Sant Feliu de Codines, Vallès Oriental, 29 de març de 1854 - Barcelona, 6 de desembre de 1928) fou un industrial i inventor vallesà.
D'infant només va poder estudiar les primeres lletres i als 11 anys fou col·locat com a aprenent en tres diferents comerços de roba de Barcelona, on va sofrir diverses penalitats i privacions, i només per pròpia intuïció i per la seva afició decidida envers l'art tèxtil, va poder conèixer amb perfecció el muntatge i mecanismes d'un teler.

## Comença l'ofici
Decidit a seguir l'ofici de contramestre fabril, tornà a la casa paterna amb aquest intent i, després de forta oposició del seu pare, un dia aquest li ordenà que si volia viure del teler en posés en marxa un que li n'assenyalà, que era a les golfes d'una fàbrica de la població. Amb tenacitat i constància, i assessorat per un teixidor amic, assolí finalment, afegint-hi peces, que el teler funcionés regularment, amb la sorpresa del pare i de tots els que coneixien l'esforç.

## Barcelona
Després de treballar com a dependent a Barcelona i com a soci d'una fàbrica de Capellades, s'establí definitivament en la primera i començà a fabricar gèneres nous de gran aplicació industrial, que foren la base de la seva fortuna. Després d'alguns entrebancs i lluitant amb socis informals, inventà un procediment de fabricació d'unes patents de cotó que tingueren gran èxit en els mercats. Quan anava ha intensificar la producció, una vaga, provocada per uns rivals seus que anaven a llançar un producte semblant, imitat del d'Usart, paralitzà el negoci d'aquest i li ocasionà grans entrebancs i pèrdues.

## Sense desmai
Malgrat trobar-se quasi invàlid per a treballar, a conseqüència d'un principi de tuberculosi, Usart no defallí i encara va tenir valor per a inventar uns lligats especials aplicats als dits, dels quals va treure patent d'invenció. Després inventà unes teles de Vichy (7 en 4, per teler mecànic), que substituïren i competiren perfectament amb les estrangeres. Els tècnics afirmaven que era una temeritat fabricar un Vichy ample en teler mecànic, però els mercats d'Espanya i Amèrica, sol·licitant els gèneres d'Usart, van confirmar la seva clarividència fabril.
A la vista d'un vestit adquirit per una neboda seva a l'estranger, Usart inventà la producció d'un arrissat aplicat als telers mecànics, del qual també va treure una patent d'invenció, i li ocasionà problemes i un llarg litigi el fet d'haver-lo copiat un altre fabricant. L'últim dels seus invents va ser el mocador de sedalina per al cap. Després es va retirar dels negocis amb fortuna regular.

## Sant Feliu
Filial amant de la seva vila natal de Sant Feliu de Codines, l'afavorí amb esplendents donatius destinats millores locals i obres d'utilitat, caritat i ornament d'aquesta, entre ells els terrenys per a un parc, una font pública i ornament d'una plaça. La vila l'anomenà fill predilecte l'abril de 1919, col·locant un retrat seu al Saló de Sessions de la casa consistorial el 17 de setembre de 1922.
Es va casar amb Carme Mascaró i Salarich, a qui el poble de Sant Feliu de Codines va dedicar una plaça en una zona urbanitzada per Nicolau Usart.